# Coelachyrum brevifolium
Coelachyrum brevifolium là một loài thực vật có hoa trong họ Hòa thảo. Loài này được Hochst. & Nees mô tả khoa học đầu tiên năm 1842.